# John Skrataas
John Skrataas (Egge, Steinkjer, Nord-Trøndelag, 4 de maig de 1890 – Trondheim, Sør-Trøndelag, 12 de febrer de 1961) va ser un gimnasta noruec que va competir a principis del segle xx.
El 1908 va prendre part en els Jocs Olímpics de Londres, on va guanyar la medalla de plata en la prova del concurs complet per equips, com a membre de l'equip noruec. També disputà la prova individual, però es desconeix la posició final en què acabà.